# Мелашунас-Ферро, Валерия Мартыновна
Вале́рия Марты́новна Мелашу́нас-Ферро́ (укр. Валерія Мартинівна Мелашунас-Ферро; 15 марта 1928, Ананьев, Одесская область — 7 февраля 1996, Киев) — украинская советская артистка балета, педагог, народная артистка Украины (1993).

## Биография
В 1948 году окончила Одесскую балетную школу, совершенствовала мастерство в Ленинградском хореографическом училище.
1946—1952 — артистка Одесского театра оперы и балета
1952—1968 — артистка Киевского театра оперы и балета имени Т.Шевченко
1968—1976 — преподаватель и репетитор в детских хореографических студиях.
1968—1995 — балетмейстер-репетитор народного танцевального ансамбля «Веснянка» Киевского университета им. Т. Г. Шевченко.
1993 — Народная артистка Украины
Похоронена в Киеве на Байковом кладбище с Вахтангом Вронским.

## Творчество
Исполнительница характерного плана. Партии: Эсмеральда, Зарема («Бахчисарайский фонтан»), Франциска («Франческа да Римини» на музыку П.Чайковского), Мариула («Лилея» К.Данькевича), Килина («Лесная песня» — первая исполнительница в постановке Вахтанга Вронского) и другие.